# Cataphrodisium latemaculatum
Cataphrodisium latemaculatum là một loài bọ cánh cứng trong họ Cerambycidae.